# Довбер Шнеєрсон
Довбер Шнеєрсон (ідиш מיטעלער רבי — середній учитель; справжнє ім'я Дов Бер Шнеурі, після того, як за наполяганням російської влади, кожен єврей мав бути зареєстрований під певним прізвищем, Довбер у честь свого батька вибрав прізвище Шнеурі, але його нащадки змінили прізвище на Шнеєрсон, також відомий як Адмур ха-Емцаі) (24 листопада 1773, Ліозно — 28 листопада 1827, Ніжин) — другий керівник хасидської течії Хабад, прийняв керівництво рухом 1813 після смерті батька, Шнеур-Залмана з Ляд.

## Біографія
Раббі Довбер народився в Ліозно, сучасна Білорусь, на 9 Кіслева 5534. Його батько, раббі Шнеур-Залман з Ляд, був Ребе багатьох хасидів у Білій Русі і Литві та інших регіонів Росії. Його батько назвав його на честь свого вчителя, раббі Довбер з Межерича, учня і наступника Бааль-Шем-това, засновника хасидського руху.
Довбер був здібним учнем і почав вивчати Талмуд у віці семи років. Його батько навчив його «Зоар» і передав йому вчення Бааль-Шем-това. Раббі Довбер прийняв прізвище «Schneuri», яке було в його батька, але прийдешні покоління змінили його на «Шнеєрсон».
1788 року він одружився з Шейною, дочкою місцевого рабина. У 1790—1791 роках керував молодими хасидами батька. У віці 39 років, під час навчання в місті Кременчук, помер його батько. За іншими даними, батько Раббі Довбера захворів і помер в селі Пени, що біля міста Суми, а похоронили Шнеур-Залмана на найближчому єврейському кладовищі в місті Гадяч, що на півночі від Полтави. Після відходу з життя Алтер Ребе Мітелер Ребе кілька місяців провів в Україні в місті Кременчуці. Українські хасиди просили, щоб він оселився там постійно. А хасиди Білорусі відправляли до Ребе делегації з проханнями про те, щоб він оселився серед них. Зрештою, «верх взяли» білоруські хасиди і після свята Шавуот Ребе залишив Кременчук і відправився в Білорусь.
Потім він переїхав до невеликого прикордонного міста Любавич, від якого рух прийме його ім'я. Його приєднання було оскаржене одним з головних учнів його батька, раби Аарон Алеви з Strashelye, проте більшість послідовників Шнеур-Залман залишилася з Довбером і переїхала в Любавич. Таким чином, Хабад був тепер розділений на дві гілки, кожна взявши ім'я місця, де залишились, щоб диференціювати себе один від одного. Він встановив Ешиве в Любавич, який привернув талановитих молодих учених. Його син-в-законі, який пізніше став його наступником, раббі Менахем-Мендл з Любавич, попрямував до Ешиве.
А причину, згідно з якою таке маленьке місто, як Любавич, було обране столицею Хабада, пояснює Ребе Раяц: «Любавичі неспроста були призначені для того, щоб посісти настільки важливе місце в житті прихованих праведників, а пізніше в житті рабе і хасидів „Хабаду“. Для людей одухотворених, Любавичі через своє особливе географічне положення були особливим місцем для того, щоб відокремитися від зовнішнього світу і повністю віддатися Торі і Служінню Всевишньому, або для початку нового життя, заснованого на традиційному чистому фундаменті Тори».
Як і його батько, Раббі Довбер вважав своїм священним завданням допомогти євреям Росії, хасидам чи ні, не тільки духовно, але й економічно. Становище євреїв при царі ніколи не було легким, але стало набагато гіршим, коли імператором став Микола I 1825 року. Євреї були обмежені невеликою областю, так званою смугою осілості. Вони не мали права жити, працювати або робити бізнес за межами цієї території, де умови стало дуже складними після франко-російської війни.
Таким чином, раббі Довбер запустив кампанію (1822 р. або 1823 р.), щоб закликати євреїв вчитися професій та кваліфікованої праці на заводах. Він також закликав вивчати сільське господарство, молочне тваринництво тощо, нагадуючи їм, що давним-давно, коли єврейський народ жив на своїй землі, вони були народом землеробів, садівників і скотарів.
1814 року була організована спеціальна рада з відновлення зруйнованих під час війни єврейських містечок.
1815 року з дозволу уряду і сприяння спонсорів він створив єврейські землеробські колонії в Херсонській області. Він був активний в галузі збору та розподілу фінансової допомоги з Росії для єврейського населення Святої Землі.
Він мав намір оселитися в самому Хевроні, вважаючи, що це «врата небесні» і молитви там будуть особливо ефективними. Він доручив Хабад послідовників, які живуть на Святій Землі, щоб переїхати в місто з цієї причини.
1827 року, коли стало відомо про царський указ брати єврейських дітей на військову службу, раббі Довбер поїхав до Гадяча на могилу батька, щоб молитися у святому місці про скасування цього указу.

## Ув'язнення
Мітелер Ребе був ув'язнений у результаті доносу, основним змістом якого було те, що він відправляє гроші в Землю Ізраїлю. Для підтвердження доносу укладачі підробили лист Ребе, що говорить про спрямування коштів у Святу Землю. Мітелер Ребе довів слідчим, що написаний на нього донос заснований на брехні, а всі кошти, які він відправляв на Землю Ізраїлю, призначаються для бідних. Він вказав на те, що представлений лист був підробкою.
Після того, як слідчі ознайомили губернатора з відповідями Ребе, той попросив, щоб Ребе привели до нього разом з тими, хто на нього доніс, щоб вислухати доводи кожного і дізнатися, хто має рацію.
Ребе одягнувся в білий суботній одяг і на розкішній кареті відправився до губернатора округу. Він був подібним до ангела Всевишнього воїнства.
Спочатку хасиди побоювалися, що пишність Ребе спричинить гнів губернатора. Але сталося інакше. Краса і пишність Ребе здобули милість в очах губернатора. Губернатор надав Ребе великі почесті і звелів принести крісло для того, щоб Ребе сів.
Після цього прибув наклепник і став викладати свої доводи. Виступаючи, наклепник називав Мітелер Ребе «Ребе».
«Дивіться, — звернув увагу губернатора Мітелер Ребе, — він каже, що я брехун і бунтівник, і одночасно називає мене Ребе». Доносник з Вітебська не знав, що відповісти, мова його остаточно змішалася, поки нарешті губернатор не сказав йому: «Досить гавкати!» Наклепник, схиливши голову, пішов звідти з ганьбою, а Ребе — з великою пошаною.
Коли настав місяць Кіслев — місяць звільнення — той місяць, коли Алтер Ребе був двічі звільнений зі свого ув'язнення, на десятий день цього місяця Мітелер Ребе відправив губернаторові через своїх синів прохання про звільнення.
Поставши перед губернатором, сини Ребе розплакалися від душевної гіркоти. Губернатор зачитав прохання і сказав їм: «Чому ви плачете? Ідіть з миром по своїх домівках, оскільки батько ваш вийшов зі свого ув'язнення». Так і сталося. Коли сини Мітелер Ребе повернулися в будинок, де перебував в ув'язненні їхній батько, наказ губернатора про його звільнення вже був отриманий. Цей наказ наказував охоронцям залишити будинок, і будинок відразу наповнився численними хасидами.
Мітелер Ребе звільнився зі свого ув'язнення десятого Кіслева, і розповідають, що звістка про звільнення надійшла в суботній день дев'ятого Кіслева, тоді, коли Ребе стояв і читав лекцію з хасидизму. Ребе перервав лекцію і сказав: «Ша! Звільніть приміщення! Тут батько!».

## Вчення
Раббі Дов Бер продовжив і зміцнив вчення свого батька, раббі Шнеур-Залмана з Ляд. Його вчення відрізняється від батьківського більшою глибиною і детальністю, часто його твори (маамари, «мови») є детальним розбором творів батька. На відміну від маамар раббі Шнеур-Залмана, відрізнялися відносною стислістю, маамари раббі Дов Бера зазвичай займають десятки сторінок.
Його твори говорять про служіння Богу через поглиблені роздуми, цього він вимагав від своїх хасидів — поглибленого вивчення Тори і хасидського вчення, роздуми про його ідеї аж до повного об'єднання з ними.
```
Він сам писав про це так: «У цьому і полягає все моє прагнення з самого дитинства, щоб кожен з улюблених мною, воістину шукають слів Бога живого, щоб встановили вони в душі своїй світло вічного життя, що висвітлює шлях до головної мети
 
— розкриття Бога в їх душі»
```

У своїх маамарах він описує застосування принципів служіння, розглядаючи кожну ідею під різними кутами і наводячи численні приклади для полегшення розуміння. Однак іноді він розглядає певні ідеї на дуже тонкому рівні, так, що людині, не натренованій у поглибленому роздумі, важко зрозуміти суть.
Раббі Дов Бер писав книги з хасидизму, на відміну від інших глав Хабаду, більшість книг яких є записами виголошених промов. Серед хасидів прийнято вважати, що кожна його книга була адресована певному колу хасидів, крім двох, які призначалися для всіх хасидів для загального пізнання і вивчення основ хасидського вчення.

## Останні роки життя
Мітелер Ребе постійно говорив, що боїться 5588 (1827)року, що є натяки щодо недобрих рішень на цей рік, і почав натякати хасидам щодо свого відходу зі світу цього року.
Одного разу він сказав  хасидам:
«Батькові моєму було 54 роки, коли вдруге він був забраний до Петербурга. З Небес йому запропонували вибір: страждання або відхід зі світу, і він вибрав страждання. Очевидно, залишив він мені другий вибір …»
Так і сталося. Мітелер Ребе пішов зі світу в 54-му віці.
На Рош а-Шана і Йом-Кіпур 5588 року Мітелер Ребе відправився в Гадяч на могилу свого батька. Там зібралася велика кількість хасидів. Будучи в Гадячі, Мітелер Ребе сказав хасидам: «Домігся я від свого батька, щоб він звільнив мене з посади Ребе». Напевно, мова йде про те, що Ребе збирається відправитися в Святу Землю, вирішили хасиди і сказали йому: «Як же залишиш нас, як худобу без пастуха ?!» Відповів їм Мітелер Ребе: «Зять мій, раббі Менахем-Мендель — перебуває з вами, і він буде вам вірним пастухом».
Після закінчення свят, перебуваючи на шляху повернення в Любавич, Мітелер Ребе тяжко захворів і був змушений затриматися в місті Ніжин. Були запрошені великі лікарі, і всі вони заявили, що від хвороби Ребе немає ліків.
Хвороба Ребе наростала день у день. Коли торкалися до нього, він втрачав свідомість. Так тривало аж до місяця Кіслев. У кіслеві за тиждень до догляду Ребе, йому відвідали лікарі і застали його лежачим майже без життя. Восьмого Кіслев він хотів написати коментар про ідеї Хануки, але після цього сказав: «Весь світ перебуває в біді, а я так насолоджуюся?!» — і перестав писати.
Ребе сказав хасидам, щоб ті йшли по домівках і були веселі. Сказали йому хасиди: «Скоро десятого Кіслева, день радості звільнення нашого Ребе. Тоді час радості, але зараз що за радість?» Відповів їм Мітелер Ребе: «Незважаючи на це, йдіть і зробіть так, як я сказав».
Вночі, дев'ятого Кіслева, Ребе багаторазово втрачав свідомість, і кожен раз вдавалося повернути його до життя. Останній раз, коли він втратив свідомість, розбудити його не змогли. У хаті чувся великий плач. Прийшли всі жителі міста і побачили, що немає в них духа життя.
По дорозі назад, в місті Ніжин Чернігівської губернії, його душа покинула цей світ. У Ніжині раббі Дов Бер похований на єврейському кладовищі. Могила раббі Дов Бер(Оель) є місцем паломництва прочан з усього світу. 19 листопада 2007 року біля Оеля була відкрита синагога.
Однак хасиди підійшли до нього і сказали: «Навіщо наш Ребе лякає нас? Невже не чув він голосу плачу?». Ребе подивився в їхній бік і сказав: «Чув я голос, що говорить „Що потрібно цієї душі в цьому світі!“».
Після цього велів він одягнути його в білу сорочку, і одягнув білу, і закутався в біле, подібно до ангела Всевишнього воїнства. Обличчя його почервоніло, і він почав говорити добро про громаду Ізраїлю. Після цього сказав він хасидам, щоб були веселі цієї ночі, бо радість пом'якшує суди, і приготувався говорити хасидизм. І наповнився дім світлом і радістю, і всі думали, що тепер Ребе повернеться до сили своєї. І почав він пояснювати вірш «За Всевишнім йдіть». Він говорив з великим запалом і кілька разів запитав: засвітило чи вже ранок? Перед ранковою зорею він закінчив словами «Тому що з тобою джерело життя, від життя самого життя», — і моментально вилетів дух його і душа його. «В один вузол зв'язався я з ним, Святим, благословенний Він».
Доббер, його зять, Цемах-Цедек сказав: «Такого відходу зі світу не знаходимо ми з дня відходу зі світу Рашбам, який пішов у середині проголошення Тори».
У день, коли виповнилося йому 54 роки, помер він. І здійснився щодо нього вірш «Число твоїх днів Я доповню», щодо якого сказали благословенної пам'яті мудреці: «Святий, благословенний Він, робить повними роки праведників з точністю до дня». Того ж дня він був похований у місті Ніжин, і день першого його звільнення — десятий Кіслева, який повинен був бути святом, перетворився в день важкої жалоби для хасидів і для громади Ізраїлю.